# Moita (Marinha Grande)
Moita is een plaats (freguesia) in de Portugese gemeente Marinha Grande en telt 1418 inwoners (2001).